# Clathria simae
Clathria simae är en svampdjursart som beskrevs av Hooper 1996. Clathria simae ingår i släktet Clathria och familjen Microcionidae. Inga underarter finns listade i Catalogue of Life.